# 曹光琳
曹光琳（1917年—1994年7月22日），中国人民解放军将领、中国人民解放军开国少将。
1933年加入中國共產黨，曾任第1步兵学校政委。1955年9月，授予中国人民解放军少将。此后担任中华人民共和国第七机械工业部副部长，1986年离职休养，1994年7月22日在北京逝世，终年77岁。

## 外部連結
- 曹光琳--中国共产党新闻--人民网 （页面存档备份，存于）